# Kike Pérez de Rozas
Enrique Pérez de Rozas i Sáenz de Tejada (Barcelona, 1930 - Barcelona, 30 de setembre de 2018) va ser un fotògraf català, conegut com a Kike.
Pertanyia a la segona generació de la nissaga de fotògrafs i reporters barcelonins, Pérez de Rozas. Fill de Carlos Pérez de Rozas Masdeu i germà dels fotògrafs Carlos, José Luis, Manolo, Kike, Julio, Rafael, Carlos o Emilio. Signaven habitualment les seves fotografies només amb el seu cognom, de forma que no es sabia exactament qui d'ells era l'autor. Era amant de l'esport i de la fotografia esportiva, aficionat a l'automobilisme i les motos.
Va treballar per les agències Cifra Gráfica, Agència EFE, així com pels diaris La Vanguardia, Solidaridad Nacional i La Prensa. Una foto històrica que va fer va ser al 1965 quan va captar els Beatles baixant de l'avió que els portava a Barcelona, amb barrets de torero al cap.